# Pamela Melroy

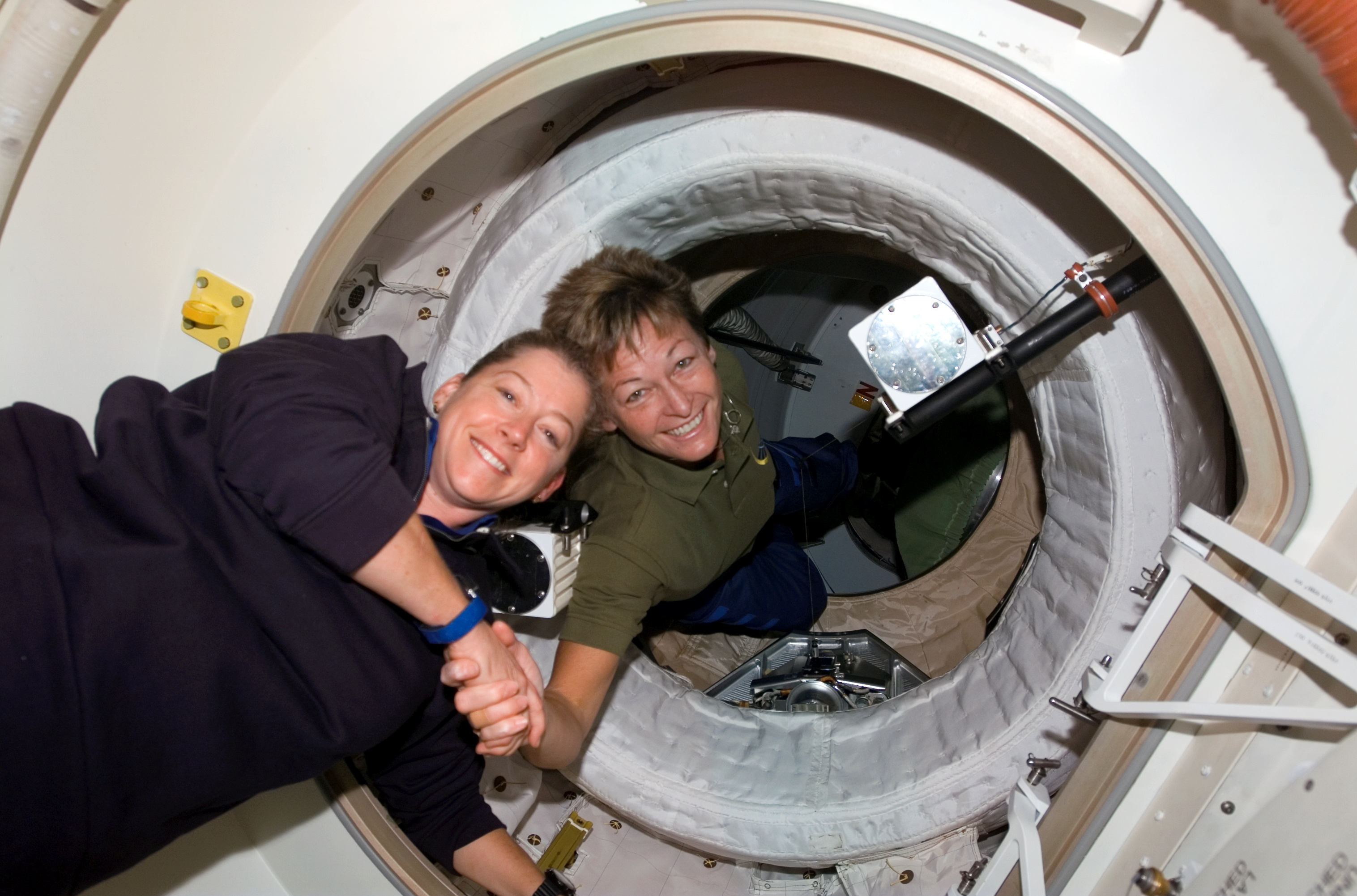
Peggy Whitson (z prawej), dowódca Ekspedycji 16 wita przybyłą na ISS Pamelę Melroy, dowódcę misji STS-120

Pamela Ann Melroy (ur. 17 września 1961 w Palo Alto w stanie Kalifornia) – amerykańska astronautka, pilot wojskowa, pułkownik United States Air Force.

## Wykształcenie i służba wojskowa
- 1979 – ukończyła szkołę średnią (Bishop Kearney High School) w Rochester w stanie Nowy Jork.
- 1983 – została absolwentką Wellesley College, otrzymując licencjat z fizyki i astronomii. Po studiach wstąpiła do Sił Lotniczych Stanów Zjednoczonych.
- 1984 – została skierowana na wstępne szkolenie lotnicze do bazy Reese, usytuowanej k. Lubbock w Teksasie. W tym samym roku uzyskała magisterium w dziedzinie astronomii w Massachusetts Institute of Technology.
- 1985–1991 – po zakończonym w 1985 szkoleniu rozpoczęła służbę w bazie lotniczej Barksdale, zlokalizowanej k. Bossier City w Luizjanie. Latała samolotem KC-10. Pełniła funkcje: drugiego pilota, dowódcy oraz pilota-instruktora. Brała udział w operacjach wojennych: „Just Cause” w Panamie oraz „Desert Shield” i „Desert Storm” w Zatoce Perskiej. Wylatała ponad 200 godzin w ramach akcji bojowych i zabezpieczających.
- Czerwiec 1991 – została przyjęta do Szkoły Pilotów Doświadczalnych Sił Powietrznych (Air Force Test Pilot School), mającej siedzibę w bazie Edwards w Kalifornii.
  - Po jej ukończeniu otrzymała przydział do grupy testującej samoloty C-17 (C-17 Combined Test Force). Służyła w niej jako pilot doświadczalny do momentu przyjęcia do korpusu astronautów NASA.
- 1 lutego 2007 – opuściła siły powietrzne, przechodząc w stan spoczynku.

Jako pilot wylatała ponad 6000 godzin na ponad 50 typach samolotów.

## Kariera astronauty i praca w NASA
- 8 grudnia 1994 – została przyjęta do 15. grupy astronautów NASA.
- 1996 – w maju zakończyła przeszkolenie podstawowe, po którym uzyskała uprawnienia pilota wahadłowca oraz przydział do Biura Astronautów NASA. Pracowała w ekipach zabezpieczających start i lądowanie wahadłowców.
- 11–24 października 2000 – jako pilot wahadłowca uczestniczyła w misji STS-92.
- 7–18 października 2002 – była pilotem  promu Atlantis podczas misji STS-112.
- 19 czerwca 2006 – otrzymała oficjalną nominację na dowódcę wyprawy STS-120, którą zaplanowano na październik 2007.
- 23 października – 7 listopada 2007 – była dowódcą piętnastodniowej misji STS-120.

### STS-92 (DiscoveryF-28)
W dniach 11–24 października 2000 była pilotem wahadłowca podczas misji STS-92. Wyprawą dowodził Brian Duffy. Uczestniczyli w niej także specjaliści misji: Leroy Chiao (MS-1), William McArthur (MS-2), Peter Wisoff (MS-3), astronauta japoński Kōichi Wakata (MS-4) oraz Michael Lopez-Alegria (MS-5). 14 października wahadłowiec przycumował do Międzynarodowej Stacji Kosmicznej (ISS). Począwszy od 15 października przez trzy kolejne dni astronauci pracowali na zewnątrz ISS. W tym czasie połączyli kablami energetycznymi i telemetrycznymi moduł Unity z kratownicą oznaczoną jako Z1, zainstalowali na Unity łącznik PMA-3 (Pressurized Mating Adapter 3) oraz zamontowali na wspomnianej kratownicy kontener ze sprzętem dla astronautów pracujących na zewnątrz stacji. 20 października Discovery odłączył się od ISS. 24 października, z dwudniowym opóźnieniem spowodowanym złą pogodą, po wykonaniu 202 okrążeń Ziemi wylądował w bazie Edwards.

### STS-112 (Atlantis F-26)
7 października 2002 poleciała w kosmos na pokładzie wahadłowca Atlantis – ponownie jako pilot promu – w ramach misji STS-112. W wyprawie uczestniczyli również: Jeffrey Ashby – dowódca oraz David Wolf (MS-1), Sandra Magnus (MS-2) Piers Sellers (MS-3) i Fiodor Jurczichin (MS-4) – specjaliści misji. Dwa dni później, 9 października, Atlantis połączył się z Międzynarodową Stacją Kosmiczną. Podstawowym celem, jaki miała zrealizować załoga były dalsze prace związane z rozbudową stacji. Tym razem astronauci zajęli się przede wszystkim montażem nowych elementów kratownicy. Poza tym załoga wahadłowca przeniosła na pokład ISS ponad 800 kg wyposażenia i wykonała kilka drobnych prac remontowych samej stacji. 16 października prom odcumował od stacji, ale jeszcze przez dwa dni pozostawał na orbicie. 18 października 2002 wylądował na Przylądku Canaveral.

## Odznaczenia i nagrody
- Meritorious Service Medal – dwukrotnie
- Air Medal – dwukrotnie
- Aerial Achievement Medal – dwukrotnie
- National Defense Service Medal
- Armed Forces Expeditionary Medal – dwukrotnie
- NASA Distinguished Service Medal
- NASA Outstanding Leadership Medal
- Medal za Lot Kosmiczny (2000, 2002)
- Universal Astronaut Insignia za lot orbitalny (nr 397) – Stowarzyszenie Uczestników Lotów Kosmicznych (Association of Space Explorers(inne języki))[1]

## Wykaz lotów
| Loty kosmiczne, w których uczestniczyła Pamela A. Melroy                | Loty kosmiczne, w których uczestniczyła Pamela A. Melroy | Loty kosmiczne, w których uczestniczyła Pamela A. Melroy | Loty kosmiczne, w których uczestniczyła Pamela A. Melroy | Loty kosmiczne, w których uczestniczyła Pamela A. Melroy | Loty kosmiczne, w których uczestniczyła Pamela A. Melroy | Loty kosmiczne, w których uczestniczyła Pamela A. Melroy |
| Nr                                                                      | Data startu                                              | Data lądowania                                           | Statek kosmiczny                                         | Funkcja                                                  | Czas trwania                                             |                                                          |
| ----------------------------------------------------------------------- | -------------------------------------------------------- | -------------------------------------------------------- | -------------------------------------------------------- | -------------------------------------------------------- | -------------------------------------------------------- | -------------------------------------------------------- |
| 1                                                                       | 11 października 2000                                     | 24 października 2000                                     | STS-92 Discovery F-28                                    | Pilot wahadłowca                                         | 12 dni 21 godzin 42 minuty i 41 sekund                   |                                                          |
| 2                                                                       | 7 października 2002                                      | 18 października 2002                                     | STS-112 Atlantis F-26                                    | Pilot wahadłowca                                         | 10 dni 19 godzin 57 minut i 49 sekund                    |                                                          |
| 3                                                                       | 23 października 2007                                     | 7 listopada 2007                                         | STS-120 Discovery F-34                                   | Dowódca misji                                            | 15 dni 2 godziny 22 minuty i 59 sekund                   |                                                          |
| Łączny czas spędzony w kosmosie — 38 dni 20 godzin 3 minuty i 29 sekund |                                                          |                                                          |                                                          |                                                          |                                                          |                                                          |